# Active Record
Шаблон active record — це шаблон проєктування що використовується при реалізації доступу до реляційних баз даних. Вперше згадується Мартіном Фаулером в книжці Patterns of Enterprise Application Architecture [Архівовано 28 березня 2014 у Wayback Machine.]. Інтерфейс такого об'єкта включає функції CRUD, а також поля, що більш чи менш прямо відповідають полям відповідної таблиці в базі даних.
Active Record реалізує популярний підхід об'єктно-орієнтованого проєкціювання (ORM). Кожен клас AR відображає таблицю (чи представлення) бази даних, екземпляр AR — запис цієї таблиці, а загальні операції CRUD реалізовані як методи AR. В результаті можна працювати з більшою об'єктно-орієнтованістю.

## Реалізація
```
public
 
class
 
Customer

{

	
public
 
int
 
ID
 
{
 
get
;
 
set
;
 
}

	
public
 
string
 
Name
 
{
 
get
;
 
set
;
 
}

	
public
 
Customer
(
int
 
id
,
 
string
 
name
)

	
{

		
ID
 
=
 
id
;

		
Name
 
=
 
name
;

	
}

	
// статичний метод працює як фабрика

	
public
 
static
 
Customer
 
GetByID
(
int
 
id
)

	
{

		
Db
 
db
 
=
 
...;

		
var
 
record
 
=
 
db
.
ReadUser
(
id
);

		
return
 
new
 
Customer
(
record
.
id
,
 
record
.
name
);

	
}

	
public
 
void
 
Save
()

	
{

		
...

	
}

	
public
 
void
 
Delete
()

	
{

		
Db
 
db
 
=
 
...;

		
db
.
Delete
(
this
.
ID
);

	
}

}

```